# Jaro Fürth

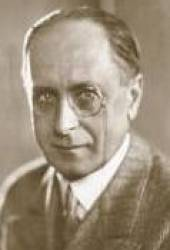
Jaro Fürth

Jaro Fürth (Praga, 21 de abril de 1871 – Viena, 12 de novembro de 1945), nasceu Edwin Fürth-Jaro, foi um ator de teatro e cinema austríaco.

## Filmografia selecionada
- The Head of Janus (1920)
- Satanas (1920)
- I.N.R.I. (1923)
- It's You I Have Loved (1929)
- Napoleon at Saint Helena (1929)
- The Hound of the Baskervilles (1929)
- Die Fledermaus (1931)
- Dreaming Lips (1932)
- Little Mother (1935)